# Mohamed Bouziane
Pour les articles homonymes, voir Bouziane.
Mohamed Bouziane, né le 23 avril 1971, est un ancien handballeur algérien.

## Biographie
Après trois saisons dans le club tunisien de l'Étoile sportive du Sahel, il rejoint son compatriote Salim Nedjel à l'AC Boulogne-Billancourt en 2000
Il évolue ensuite au moins jusqu'en 2008 au Limoges Hand 87.
Reconverti entraîneur, il est responsable du club d'Aubagne, notamment durant trois saisons en N1, puis devient en 2016, l'entraîneur du Martigues Handball.

## Palmarès

### Clubs
- Vainqueur du Champion d'Algérie : 1993 (avec  MC Oran)

- Vainqueur de la Ligue des champions d'Afrique : 1995 (avec  MM Batna)

- Finaliste de la Supercoupe d'Afrique : 1996 (avec  MM Batna)
- Vainqueur du Champion d'Algérie : 1997 (avec  MC Alger )
- Vainqueur du Championnat de Tunisie (1) : 1999 (avec  Étoile sportive du Sahel )
- Finaliste de la Coupe de Tunisie : 1999 (avec  Étoile sportive du Sahel )

- 3e place de la Coupe arabe des clubs vainqueurs de coupe  : 1999 (avec  Étoile sportive du Sahel )

### Équipe d'Algérie
Jeux olympiques
- 10e place aux Jeux olympiques de 1996[4]

Championnats du monde
- 16e au championnat du monde 1995 ( Islande)
- 17e au championnat du monde 1997 ( Japon)
- 15e au championnat du monde 1999 ( Égypte)

Championnat d'Afrique
- Médaille d'or au championnat d'Afrique 1996 ( Bénin)
- Médaille d'argent au championnat d'Afrique 1998 ( Afrique du Sud)

Autres
- Médaille d'or aux Jeux Africains 1999
- Médaille d'argent aux Jeux africains de 1991

## Statistiques en championnat de France
| Saison | Ligue       | Equipe               | MJ | Tirs R | Tirs T | %    | 7m R | 7m T | %    | Int | P.Déc. | BP | Avert. | Buts | Eval |
| ------ | ----------- | -------------------- | -- | ------ | ------ | ---- | ---- | ---- | ---- | --- | ------ | -- | ------ | ---- | ---- |
| 11-12  | N1M Poule 2 | Aubagne              | 18 | 20     | 20     | 100  | 0    | 0    | 0    | 0   | 0      | 0  | 0      | 20   | 60   |
| 01-02  | LMSL        | Boulogne-Billancourt | 13 | 40     | 51     | 78,4 | 4    | 4    | 100  | 2   | 0      | 9  | 7      | 44   | 90   |
| 00-01  | LMSL        | Boulogne-Billancourt | 17 | 26     | 45     | 57,8 | 5    | 6    | 83,3 | 13  | 7      | 14 | 3      | 31   | 73   |